# San Andrés Buenavista
San Andrés Buenavista är en ort i Mexiko.   Den ligger i kommunen Tlapacoya och delstaten Puebla, i den sydöstra delen av landet, 160 km nordost om huvudstaden Mexico City. San Andrés Buenavista ligger 739 meter över havet och antalet invånare är 347.
Terrängen runt San Andrés Buenavista är lite bergig. Runt San Andrés Buenavista är det ganska tätbefolkat, med 60 invånare per kvadratkilometer. Närmaste större samhälle är Olintla, 12,8 km sydost om San Andrés Buenavista. Omgivningarna runt San Andrés Buenavista är en mosaik av jordbruksmark och naturlig växtlighet.